# Non ti scordar di me
Pour les articles homonymes, voir Ne m'oublie pas.
Non ti scordar di me (litt. « Ne m'oublie pas ») est une chanson italienne composée en 1935 par Ernesto de Curtis sur un texte de Domenico Furnò et popularisée par le ténor Beniamino Gigli dans le film homonyme sorti la même année. Elle a depuis été reprise par de nombreux interprètes. 

## Reprises
- 1935 : Carlo Buti (Columbia, DQ 1626)
- 1955 : Michelangelo Verso
- 1961 : Aurelio Fierro
- 1961 : Ferruccio Tagliavini
- 1963 : Robertino
- 1964 : Claudio Villa
- 1967 : Sergio Leonardi
- 1967 : Orietta Berti
- 1968-1969 : Mina
- 1975 : Gigliola Cinquetti
- 1979 : Plácido Domingo
- 1984 : Luciano Pavarotti dans un arrangement de Henry Mancini sur l'album Mamma
- 1988 : Sergio Preden
- 1992 : Sylvia Geszty
- 1998 : Willy Alberti
- 1998 : Luciano Pavarotti et Vanessa Williams dans une version bilingue (italien/anglais) créée pour le Pavarotti & Friends for the Children of Liberia
- 1999 : Al Bano